# Distrito de Mont-de-Marsan
El distrito de Mont-de-Marsan es un distrito (en francés arrondissement) de Francia, localizado en el departamento de Landas (en francés Landes), de la región de Aquitania. Cuenta con 17 cantones y 178 comunas.

## División territorial

### Cantones
Los cantones del distrito de Mont-de-Marsan son:
1. Cantón de Aire-sur-l'Adour
2. Cantón de Gabarret
3. Cantón de Geaune
4. Cantón de Grenade-sur-l'Adour
5. Cantón de Hagetmau
6. Cantón de Labrit
7. Cantón de Mimizan
8. Cantón de Mont-de-Marsan-Nord
9. Cantón de Mont-de-Marsan-Sud
10. Cantón de Morcenx
11. Cantón de Parentis-en-Born
12. Cantón de Pissos
13. Cantón de Roquefort
14. Cantón de Sabres
15. Cantón de Saint-Sever
16. Cantón de Sore
17. Cantón de Villeneuve-de-Marsan

### Comunas
| 1. Aire-sur-l'Adour (40001)         | 2. Arboucave (40005)                | 3. Arengosse (40006)              | 4. Argelouse (40008)                 |
| 5. Arjuzanx (40009)                 | 6. Artassenx (40012)                | 7. Arthez-d'Armagnac (40013)      | 8. Arue (40014)                      |
| 9. Arx (40015)                      | 10. Aubagnan (40016)                | 11. Audignon (40017)              | 12. Aureilhan (40019)                |
| 13. Aurice (40020)                  | 14. Bahus-Soubiran (40022)          | 15. Banos (40024)                 | 16. Bas-Mauco (40026)                |
| 17. Bascons (40025)                 | 18. Bats (40029)                    | 19. Baudignan (40030)             | 20. Belhade (40032)                  |
| 21. Benquet (40037)                 | 22. Betbezer-d'Armagnac (40039)     | 23. Bias (40043)                  | 24. Biscarrosse (40046)              |
| 25. Bordères-et-Lamensans (40049)   | 26. Bostens (40050)                 | 27. Bougue (40051)                | 28. Bourdalat (40052)                |
| 29. Bourriot-Bergonce (40053)       | 30. Bretagne-de-Marsan (40055)      | 31. Brocas (40056)                | 32. Buanes (40057)                   |
| 33. Bélis (40033)                   | 34. Cachen (40058)                  | 35. Callen (40060)                | 36. Campagne (40061)                 |
| 37. Campet-et-Lamolère (40062)      | 38. Canenx-et-Réaut (40064)         | 39. Castandet (40070)             | 40. Castelnau-Tursan (40072)         |
| 41. Castelner (40073)               | 42. Cauna (40076)                   | 43. Cazalis (40079)               | 44. Cazères-sur-l'Adour (40080)      |
| 45. Classun (40082)                 | 46. Clèdes (40083)                  | 47. Commensacq (40085)            | 48. Coudures (40086)                 |
| 49. Créon-d'Armagnac (40087)        | 50. Cère (40081)                    | 51. Duhort-Bachen (40091)         | 52. Dumes (40092)                    |
| 53. Escalans (40093)                | 54. Escource (40094)                | 55. Estigarde (40096)             | 56. Eugénie-les-Bains (40097)        |
| 57. Eyres-Moncube (40098)           | 58. Fargues (40099)                 | 59. Le Frêche (40100)             | 60. Gabarret (40102)                 |
| 61. Gaillères (40103)               | 62. Garein (40105)                  | 63. Garrosse (40107)              | 64. Gastes (40108)                   |
| 65. Geaune (40110)                  | 66. Geloux (40111)                  | 67. Grenade-sur-l'Adour (40117)   | 68. Hagetmau (40119)                 |
| 69. Haut-Mauco (40122)              | 70. Herré (40124)                   | 71. Hontanx (40127)               | 72. Horsarrieu (40128)               |
| 73. Labastide-Chalosse (40130)      | 74. Labastide-d'Armagnac (40131)    | 75. Labouheyre (40134)            | 76. Labrit (40135)                   |
| 77. Lacajunte (40136)               | 78. Lacquy (40137)                  | 79. Lacrabe (40138)               | 80. Laglorieuse (40139)              |
| 81. Lagrange (40140)                | 82. Larrivière (40145)              | 83. Latrille (40146)              | 84. Lauret (40148)                   |
| 85. Lencouacq (40149)               | 86. Lesperon (40152)                | 87. Liposthey (40156)             | 88. Losse (40158)                    |
| 89. Lubbon (40161)                  | 90. Lucbardez-et-Bargues (40162)    | 91. Luglon (40165)                | 92. Lussagnet (40166)                |
| 93. Luxey (40167)                   | 94. Lüe (40163)                     | 95. Maillas (40169)               | 96. Maillères (40170)                |
| 97. Mano (40171)                    | 98. Mant (40172)                    | 99. Mauries (40174)               | 100. Maurrin (40175)                 |
| 101. Mauvezin-d'Armagnac (40176)    | 102. Mazerolles (40178)             | 103. Mimizan (40184)              | 104. Miramont-Sensacq (40185)        |
| 105. Momuy (40188)                  | 106. Monget (40189)                 | 107. Monségur (40190)             | 108. Mont-de-Marsan (40192)          |
| 109. Montaut (40191)                | 110. Montgaillard (40195)           | 111. Montsoué (40196)             | 112. Montégut (40193)                |
| 113. Morcenx (40197)                | 114. Morganx (40198)                | 115. Moustey (40200)              | 116. Mézos (40182)                   |
| 117. Onesse-et-Laharie (40210)      | 118. Ousse-Suzan (40215)            | 119. Parentis-en-Born (40217)     | 120. Parleboscq (40218)              |
| 121. Payros-Cazautets (40219)       | 122. Perquie (40221)                | 123. Peyre (40223)                | 124. Philondenx (40225)              |
| 125. Pimbo (40226)                  | 126. Pissos (40227)                 | 127. Pontenx-les-Forges (40229)   | 128. Poudenx (40232)                 |
| 129. Pouydesseaux (40234)           | 130. Pujo-le-Plan (40238)           | 131. Puyol-Cazalet (40239)        | 132. Pécorade (40220)                |
| 133. Renung (40240)                 | 134. Retjons (40164)                | 135. Rimbez-et-Baudiets (40242)   | 136. Roquefort (40245)               |
| 137. Sabres (40246)                 | 138. Saint-Agnet (40247)            | 139. Saint-Avit (40250)           | 140. Saint-Cricq-Chalosse (40253)    |
| 141. Saint-Cricq-Villeneuve (40255) | 142. Saint-Gein (40259)             | 143. Saint-Gor (40262)            | 144. Saint-Julien-d'Armagnac (40265) |
| 145. Saint-Justin (40267)           | 146. Saint-Loubouer (40270)         | 147. Saint-Martin-d'Oney (40274)  | 148. Saint-Maurice-sur-Adour (40275) |
| 149. Saint-Paul-en-Born (40278)     | 150. Saint-Perdón (40280)           | 151. Saint-Pierre-du-Mont (40281) | 152. Saint-Sever (40282)             |
| 153. Sainte Colombe (40252)         | 154. Sainte-Eulalie-en-Born (40257) | 155. Sainte-Foy (40258)           | 156. Samadet (40286)                 |
| 157. Sanguinet (40287)              | 158. Sarbazan (40288)               | 159. Sarraziet (40289)            | 160. Sarron (40290)                  |
| 161. Saugnacq-et-Muret (40295)      | 162. Le Sen (40297)                 | 163. Serres-Gaston (40298)        | 164. Serreslous-et-Arribans (40299)  |
| 165. Sindères (40302)               | 166. Solférino (40303)              | 167. Sorbets (40305)              | 168. Sore (40307)                    |
| 169. Trensacq (40319)               | 170. Uchacq-et-Parentis (40320)     | 171. Urgons (40321)               | 172. Vert (40323)                    |
| 173. Vielle-Soubiran (40327)        | 174. Vielle-Tursan (40325)          | 175. Le Vignau (40329)            | 176. Villeneuve-de-Marsan (40331)    |
| 177. Ychoux (40332)                 | 178. Ygos-Saint-Saturnin (40333)    |                                   |                                      |